# Ronald Auderset
Ronald Auderset (19 december 1989) is een Zwitsers voormalig skeletonracer.

## Carrière

### Beginjaren in de Europe Cup
Auderset maakte zijn internationale debuut in het seizoen 2007/08 waar hij deelnam aan de Europe Cup en 55e werd na deelname aan drie wedstrijden. Hij nam ook deel aan het wereldkampioenschap voor junioren waar hij tiende werd. Ook in het volgende seizoen bleef hij actief in de Europe Cup met een 33e plaats in het eindklassement. Op het WK voor junioren werd hij zeventiende.
In het seizoen 2009/10 kwam hij niet uit maar Auderset keerde een seizoen later terug. Hij werd 32e in het eindklassement van de Europe Cup en 16e op het WK voor junioren. In het seizoen 2011/12 deed hij beter met een 24e plaats in het eindklassement en 12e op het WK voor junioren. In het seizoen 2012/13 behaalde hij zijn eerste podia in de Europe Cup met twee derde plaatsen daarnaast werd hij ook nog twee keer vierde waardoor hij als achtste eindigde in het eindklassement. Op het WK voor junioren werd hij dertiende.

### Debuut in de Wereldbeker en deelname aan het wereldkampioenschap
In het seizoen 2013/14 maakte hij zijn debuut in de Intercontinental Cup waar hij deelnam aan twee wedstrijden naast twee wedstrijden in de Europe Cup. In het seizoen 2014/15 nam hij een heel seizoen lang deel aan de Wereldbeker skeleton. Hij werd twintigste in de eindstand en nam deel aan het Wereldkampioenschap waar hij 25e werd. In het seizoen 2015/16 werd hij opnieuw 20e in de wereldbeker, op het EK werd hij 12e naast een 23e plaats op het wereldkampioenschap.
In het seizoen 2016/17 nam hij twee wedstrijden deel aan de wereldbeker en nadien nog drie in de Europe Cup. Hij werd 38e in de eindstand van de wereldbeker en 22e in de Europe Cup. In het seizoen 2017/18 werd hij twee keer derde in de North American Cup waardoor hij zevende werd in het eindklassement. Hij nam daarnaast opnieuw een vol seizoen deel aan de wereldbeker waar hij 27e werd in de eindstand. Op het Europees kampioenschap werd hij zeventiende in december 2017.
In het seizoen 2018/19 startte hij het seizoen met vier wedstrijden in de Intercontinental Cup. Hierna nam hij deel aan de wereldbeker voor de rest van het seizoen met een 20e plaats als eindresultaat. Op het Europees kampioenschap in Innsbruck werd hij 14e en op het WK in het Canadese Whistler behaalde hij een 28e plaats. Hij startte in 2019 in de Europe Cup maar nam daarna opnieuw deel aan de wereldbeker waarin hij 25e werd in de eindstand. Op het EK werd hij zeventiende.
Hij nam in het seizoen 2020/21 in een wedstrijd deel aan de ingekorte Intercontinental Cup. In de wereldbeker nam hij deel in zes van de acht wedstrijden en eindigde als zestiende, het beste resultaat uit zijn carrière. Hij nam ook deel aan het EK waar hij 16e werd en aan het WK waar hij 18e werd. In zijn laatste seizoen nam hij een heel seizoen lang enkel deel aan de wereldbeker en eindigde in de eindstand als 20e. Hij eindigde daarnaast op zijn laatste Europees kampioenschap als zeventiende. Hij stopte na dit seizoen met skeleton nadat hij niet geselecteerd werd voor de Olympische Winterspelen.

## Resultaten

### Wereldkampioenschappen
| Jaar | Plaats     | Resultaat       |
| ---- | ---------- | --------------- |
| 2015 | Winterberg | 25e Individueel |
| 2016 | Igls       | 23e Individueel |
| 2019 | Whistler   | 28e Individueel |
| 2021 | Altenberg  | 18e Individueel |

### Klassementen
| Seizoen | Divisie              | Niv. | #1    | #2    | #3  | #4    | #5    | #6  | #7  | #8  | Punten | Rang |
| ------- | -------------------- | ---- | ----- | ----- | --- | ----- | ----- | --- | --- | --- | ------ | ---- |
| 2007/08 | Europe Cup           | III  | -     | -     | -   | 35e   | 25e   | 31e |     |     | 6      | 55e  |
| 2008/09 | Europe Cup           | III  | 22e   | -     | -   | 17e   | 22e   | 22e | -   | -   | 45     | 33e  |
| 2010/11 | Europe Cup           | III  | 21e   | 17e   | 23e | 24e   | 25e   | -   | -   | -   | 49     | 32e  |
| 2011/12 | Europe Cup           | III  | 23e   | 27e   | 14e | 16e   | 15e   | 16e | -   | -   | 98     | 24e  |
| 2012/13 | Europe Cup           | III  | 4e    | -     | -   | Brons | Brons | 4e  | -   | -   | 240    | 8e   |
| 2013/14 | Europe Cup           | III  | 6e    | 6e    | -   | -     | -     | -   | -   | -   | 80     | 21e  |
| 2013/14 | Intercontinental Cup | II   | 10e   | 8e    | -   | -     | -     | -   | -   | -   | 152    | 28e  |
| 2014/15 | Wereldbeker          | I    | 22e   | 20e   | 22e | 22e   | 18e   | 20e | 23e | 18e | 514    | 20e  |
| 2015/16 | Wereldbeker          | I    | 20e   | 21e   | 18e | 22e   | 22e   | 22e | 19e | 24e | 497    | 20e  |
| 2016/17 | Europe Cup           | III  | -     | -     | -   | -     | -     | 14e | 7e  | 7e  | 100    | 22e  |
| 2016/17 | Wereldbeker          | I    | 27e   | 27e   | -   | -     | -     | -   | -   | -   | 64     | 38e  |
| 2017/18 | North American Cup   | III  | Brons | Brons | -   | -     | -     | -   | -   | -   | 110    | 7e   |
| 2017/18 | Wereldbeker          | I    | 30e   | 29e   | 28e | 26e   | 29e   | 20e | 19e | 23e | 324    | 27e  |
| 2018/19 | Intercontinental Cup | II   | 17e   | 16e   | 13e | 16e   | -     | -   | -   | -   | 200    | 25e  |
| 2018/19 | Wereldbeker          | I    | 15e   | 18e   | 20e | 20e   | 15e   | -   | 19e | 20e | 566    | 20e  |
| 2019/20 | Europe Cup           | III  | 9e    | 11e   | 15e | -     | -     | -   | -   | -   | 86     | 23e  |
| 2019/20 | Wereldbeker          | I    | -     | -     | 25e | 24e   | 21e   | 20e | 22e | 25e | 311    | 25e  |
| 2020/21 | Intercontinental Cup | II   | 7e    | -     | -   | -     | -     |     |     |     | 84     | 35e  |
| 2020/21 | Wereldbeker          | I    | 15e   | 16e   | 13e | 10e   | 19e   | -   | 16e | -   | 634    | 16e  |
| 2021/22 | Wereldbeker          | I    | 20e   | 24e   | 18e | 17e   | 22e   | 22e | 20e | 22e | 517    | 20e  |